# Universidad Estatal de Economía y Finanzas de San Petersburgo
FINEC es el nombre coloquial por el que se conoce a la Universidad Estatal de Economía y Finanzas de San Petersburgo (Санкт-Петербургский государственный университет экономики и финансов), fundada en 1930 con el nombre de Instituto de Finanzas y Economía de Leningrado. (Ленинградский финансово-экономический институт. 
Su actual rector es Igor Maksimcev.